# Kal Naismith
Kallum Lachlan Naismith (Glasgow, 18 febbraio 1992) è un calciatore scozzese, difensore o centrocampista del Luton Town.

## Carriera

### Club
Cresce nelle giovanili dei Rangers, dopo i prestiti al Cowdenbeath e al Partick Thistle debutta con la squadra di Glasgow il 26 agosto 2012, nella pareggio per 1-1 contro i Berwick Rangers. Dopo le esperienze all' Accrington Stanley e all'Hartlepool Utd trova continuità il Portsmouth, dove contribuisce alla promozione in Leage One del club. Nel luglio del 2018 firma con il Wigan, giocando così la Championship per la prima volta.
Il 15 gennaio 2021, dopo 2 stagioni e mezze con il Wigan firma per il Luton Town.

### Nazionale
Ha giocato nelle nazionali giovanili scozzesi Under-16 ed Under-17.

## Statistiche

### Presenze e reti nei club
Statistiche aggiornate al 9 giugno 2025.
| Stagione                  | Squadra                   | Campionato                | Campionato | Campionato | Coppe nazionali | Coppe nazionali | Coppe nazionali | Coppe continentali | Coppe continentali | Coppe continentali | Altre coppe | Altre coppe | Altre coppe | Totale | Totale |
| Stagione                  | Squadra                   | Comp                      | Pres       | Reti       | Comp            | Pres            | Reti            | Comp               | Pres               | Retin              | Comp        | Pres        | Reti        | Pres   | Reti   |
| ------------------------- | ------------------------- | ------------------------- | ---------- | ---------- | --------------- | --------------- | --------------- | ------------------ | ------------------ | ------------------ | ----------- | ----------- | ----------- | ------ | ------ |
| 2011- gen. 2012           | Cowdenbeath               | 2D                        | 9          | 2          | CS              | 1               | 0               | -                  | -                  | -                  | -           | -           | -           | 10     | 2      |
| gen.-giu. 2012            | Partick Thistle           | 1D                        | 8          | 0          | -               | -               | -               | -                  | -                  | -                  | -           | -           | -           | 8      | 0      |
| 2012-2013                 | Rangers                   | 3D                        | 17         | 1          | CS              | 4               | 2               | -                  | -                  | -                  | -           | -           | -           | 21     | 3      |
| 2013-2014                 | Accrington Stanley        | FL2                       | 38         | 10         | FACup+CdL       | 1+1             | 0               | -                  | -                  | -                  | -           | -           | -           | 40     | 10     |
| 2014-2015                 | Accrington Stanley        | FL2                       | 35         | 4          | FACup+CdL       | 2+1             | 0               | -                  | -                  | -                  | -           | -           | -           | 38     | 4      |
| Totale Accrington Stanley | Totale Accrington Stanley | Totale Accrington Stanley | 73         | 14         |                 | 5               | 0               |                    | -                  | -                  |             | -           | -           | 78     | 14     |
| 2015-gen. 2016            | Hartlepool Utd            | FL2                       | 4          | 0          | CdL             | 0               | 0               | -                  | -                  | -                  | -           | -           | -           | 4      | 0      |
| gen.-giu. 2016            | Portsmouth                | FL2                       | 19+1       | 3          | FACup+CdL       | 1+1             | 0               | -                  | -                  | -                  | -           | -           | -           | 22     | 3      |
| 2016-2017                 | Portsmouth                | FL2                       | 37         | 13         | CdL             | 3               | 1               | -                  | -                  | -                  | -           | -           | -           | 40     | 14     |
| 2017-2018                 | Portsmouth                | FL1                       | 26         | 2          | FACup+CdL       | 1+4             | 0+1             | -                  | -                  | -                  | -           | -           | -           | 31     | 3      |
| Totale Portsmouth         | Totale Portsmouth         | Totale Portsmouth         | 82+1       | 18         |                 | 10              | 2               |                    | -                  | -                  |             | -           | -           | 93     | 20     |
| 2018-2019                 | Wigan                     | FLC                       | 30         | 1          | FACup+CdL       | 1+1             | 0               | -                  | -                  | -                  | -           | -           | -           | 32     | 1      |
| 2019-2020                 | Wigan                     | FLC                       | 37         | 3          | CdL             | 1               | 0               | -                  | -                  | -                  | -           | -           | -           | 38     | 3      |
| 2020-gen. 2021            | Wigan                     | FL1                       | 12         | 2          | FACup+CdL       | 1               | 0               | -                  | -                  | -                  | -           | -           | -           | 13     | 2      |
| Totale Wigan              | Totale Wigan              | Totale Wigan              | 79         | 6          |                 | 4               | 0               |                    | -                  | -                  |             | -           | -           | 83     | 6      |
| gen.-giu. 2021            | Luton Town                | FLC                       | 22         | 1          | FACup           | 1               | 0               | -                  | -                  | -                  | -           | -           | -           | 23     | 1      |
| 2021-2022                 | Luton Town                | FLC                       | 42+2       | 2          | FACup           | 1               | 1               | -                  | -                  | -                  | -           | -           | -           | 45     | 3      |
| 2022-2023                 | Bristol City              | FLC                       | 25         | 0          | CdL+FACup       | 2+3             | 1               | -                  | -                  | -                  | -           | -           | -           | 30     | 1      |
| 2023-2024                 | Bristol City              | FLC                       | 13         | 1          | CdL             | 2               | 1               | -                  | -                  | -                  | -           | -           | -           | 15     | 2      |
| 2024-gen. 2025            | Bristol City              | FLC                       | 6          | 0          | CdL+FACup       | 1+0             | 0               | -                  | -                  | -                  | -           | -           | -           | 7      | 0      |
| Totale Bristol City       | Totale Bristol City       | Totale Bristol City       | 44         | 1          |                 | 8               | 2               |                    |                    |                    |             |             |             | 52     | 3      |
| gen.- giu. 2025           | Luton Town                | FLC                       | 10         | 0          | -               | -               | -               | -                  | -                  | -                  | -           | -           | -           | 10     | 0      |
| Totale Luton Town         | Totale Luton Town         | Totale Luton Town         | 74+2       | 3          |                 | 2               | 1               |                    | -                  | -                  |             | -           | -           | 78     | 4      |
| Totale Carriera           | Totale Carriera           | Totale Carriera           | 390+3      | 45         |                 | 34              | 7               |                    | -                  | -                  |             | -           | -           | 427    | 52     |

## Palmarès

### Club

#### Competizioni nazionali
- Scottish Third Division: 1

Rangers: 2012-2013